# ATP Challenger Mexiko-Stadt-2
Das ATP Challenger Mexiko-Stadt (offizieller Name: Challenger Casablanca San Ángel) war ein Tennisturnier in Mexiko-Stadt, das von 2004 bis 2007 als zweites Turnier in der Hauptstadt Mexikos ausgetragen wurde. Es war Teil der ATP Challenger Tour und wurde im Freien auf Hartplatz gespielt.

## Siegerliste

### Einzel
| Jahr | Sieger             | Finalgegner     | Finalergebnis  |
| ---- | ------------------ | --------------- | -------------- |
| 2007 | Jo-Wilfried Tsonga | Bruno Echagaray | 6:4, 2:6, 6:1  |
| 2006 | Rik De Voest       | Glenn Weiner    | 7:62 7:62      |
| 2005 | Amer Delić         | Jeff Morrison   | 6:4, 3:6, 6:3  |
| 2004 | Jeff Morrison      | Lu Yen-hsun     | 4:6, 7:63, 6:2 |

### Doppel
| Jahr | Sieger                                 | Finalgegner                 | Finalergebnis    |
| ---- | -------------------------------------- | --------------------------- | ---------------- |
| 2007 | Miguel Gallardo Valles Carlos Palencia | Brendan Evans Brian Wilson  | 6:3, 6:3         |
| 2006 | Pierre-Ludovic Duclos André Ghem       | Rik De Voest Glenn Weiner   | 6:4, 0:6, [10:3] |
| 2005 | Rajeev Ram Bobby Reynolds              | Rik De Voest Łukasz Kubot   | 6:1, 6:77, 7:64  |
| 2004 | Nathan Healey Tuomas Ketola            | Lu Yen-hsun Danai Udomchoke | 7:5, 7:66        |